# Andover (Kansas)
Andover è una città degli Stati Uniti d'America, capoluogo della contea di Butler nello Stato del Kansas.
Nel pomeriggio del 26 aprile 1991 la città è stata colpita da un grosso tornado classificato F5 che ha causato 17 morti. 

## Geografía
Andover si trova alle coordinate 37°41′28″N 97°08′13″W (37.691165, -97.137043).

## Società

### Evoluzione demografica
Secondo il United States Census Bureau, nel 2000 il reddito medio per famiglia in città sono state 57,163 dollari e il reddito medio per una famiglia è $65,781. I maschi hanno un reddito medio di 50,326 dollari rispetto ai 30,683 dollari per le donne. Il reddito pro capite per la città era $24,818. Circa il 6,3% della popolazione era sotto la soglia poverty.